# Super Socket 7
Super Socket 7，也被稱為Super 7，是一個延伸Socket 7 ZIF插槽的規格，於1998年面世。它以配備100 MHz FSB、對AGP匯流排的支援和SPGA封裝為特色。AMD K6-2和K6-III處理器和一些後期的Cyrix M-II處理器使用了Super Socket 7。它向下相容Socket 7，這意味著Socket 7的CPU可以用在Super Socket 7主機板上，但Super Socket 7規格的CPU在Socket 7主機板上無法全速運作。Socket 5 CPU與Super Socket 7腳位相容，但不是所有的Super Socket 7主機板的設計有支援Socket 5 CPU所需的電壓。
AMD的處理器此前一直採用Intel的插槽，而Socket 7是AMD擁有合法授權的最後一個。Intel曾希望通過中止Socket 7發展和走向Slot 1令AMD只剩下一個過時的平台，使AMD的處理器不具有競爭力。透過將FSB從66 MHz延伸到100 MHz，Super Socket 7成為AMD發展出他們自己的獨立架構Slot A前的臨時替代解決辦法，從此兩家處理器的CPU插槽發展分道揚颩。